# 王寨乡 (汝州市)
王寨乡，是中华人民共和国河南省平顶山市汝州市下辖的一个乡镇级行政单位。

## 行政区划
王寨乡下辖以下地区：
小拉湾村、胡庄村、温庄村、龙山村、冯沟村、大拉湾村、柳树王村、尹庄村、唐村、尚寨村、夹河史村、杨庄村、十字路村、茶庵村、董沟村、寺湾村、朱洼村、王古城村、东王庄村、杨古城村、樊古城村、冶墙村、牛庄村、辛庄村、东王堂村、口子孙村、裴爬村、郑铁村、訾庄村、刘洼村、尹冲村、谷店村和东孙庄村。